# العلاقات الرواندية الليبيرية
العلاقات الرواندية الليبيرية هي العلاقات الثنائية التي تجمع بين رواندا وليبيريا.

## مقارنة بين البلدين
هذه مقارنة عامة ومرجعية للدولتين:
| وجه المقارنة                                              | رواندا                                        | ليبيريا      |
| --------------------------------------------------------- | --------------------------------------------- | ------------ |
| المساحة (كم2)                                             | 26.34 ألف                                     | 111.37 ألف   |
| عدد السكان (نسمة)                                         | 12.21 مليون                                   | 4.73 مليون   |
| الكثافة السكانية (ن./كم²)                                 | 463.55                                        | 42.47        |
| العاصمة                                                   | كيغالي                                        | مونروفيا     |
| اللغة الرسمية                                             | اللغة الكينيارواندا، لغة إنجليزية، لغة فرنسية | لغة إنجليزية |
| العملة                                                    | فرنك رواندي                                   | دولار ليبيري |
| الناتج المحلي الإجمالي (بليون دولار)                      | 9.14 مليار                                    | 2.16 مليار   |
| الناتج المحلي الإجمالي (تعادل القوة الشرائية) بليون دولار | 20.46 مليار                                   | 3.76 مليار   |
| الناتج المحلي الإجمالي الاسمي للفرد دولار أمريكي          | 697                                           | 455          |
| الناتج المحلي الإجمالي للفرد دولار أمريكي                 | 1.66 ألف                                      | 842          |
| مؤشر التنمية البشرية                                      | 0.483                                         | 0.430        |
| رمز المكالمات الدولي                                      | +250                                          | +231         |
| رمز الإنترنت                                              | .rw                                           | .lr          |
| المنطقة الزمنية                                           | ت ع م+02:00                                   | 00           |

## منظمات دولية مشتركة
يشترك البلدان في عضوية مجموعة من المنظمات الدولية، منها:
| علم المنظمة | اسم المنظمة                                 | تاريخ انضمام رواندا | تاريخ انضمام ليبيريا |
| ----------- | ------------------------------------------- | ------------------- | -------------------- |
|             | مؤسسة التنمية الدولية                       | 30 سبتمبر 1963      | 28 مارس 1962         |
|             | البنك الإفريقي للتنمية                      | ?                   | ?                    |
|             | مؤسسة التمويل الدولية                       | 6 نوفمبر 1975       | 28 مارس 1962         |
|             | منظمة حظر الأسلحة الكيميائية                | ?                   | ?                    |
|             | الأمم المتحدة                               | 18 سبتمبر 1962      | 2 نوفمبر 1945        |
|             | الاتحاد الدولي للاتصالات                    | 12 ديسمبر 1962      | 10 أكتوبر 1927       |
|             | منظمة الشرطة الجنائية الدولية               | ?                   | ?                    |
|             | البنك الدولي للإنشاء والتعمير               | 30 سبتمبر 1963      | 28 مارس 1962         |
|             | الاتحاد البريدي العالمي                     | ?                   | ?                    |
|             | المركز الدولي لتسوية المنازعات الاستشارية   | 14 نوفمبر 1979      | 16 يوليو 1970        |
|             | وكالة ضمان الاستثمار متعدد الأطراف          | 27 سبتمبر 2002      | 12 أبريل 2007        |
|             | مجموعة دول أفريقيا والكاريبي والمحيط الهادئ | ?                   | ?                    |
|             | الاتحاد الأفريقي                            | ?                   | ?                    |
|             | يونسكو                                      | 7 نوفمبر 1962       | 6 مارس 1947          |

## وصلات خارجية
- موقع وزارة الخارجية الرواندية
- موقع وزارة الخارجية الليبيرية